# Gand-Wevelgem 1945
La Gand-Wevelgem 1945, settima edizione della corsa, si svolse il 29 luglio per un percorso di 200 km, con partenza a Gand ed arrivo a Wevelgem. Fu la prima edizione dopo l'interruzione di sei anni dovuta alla seconda guerra mondiale. Fu vinta dal belga Robert Van Eenaeme della Metropole-Dunlop davanti ai connazionali Maurice Van Erzele e André Declerck.

## Ordine d'arrivo (Top 10)
| Pos. | Corridore                 | Squadra            | Tempo    |
| ---- | ------------------------- | ------------------ | -------- |
| 1    | Robert Van Eenaeme        | Metropole-Dunlop   | 5h35'00" |
| 2    | Maurice Van Erzele        | A. Trialoux-Wolber | s.t.     |
| 3    | André Declerck            | Alcyon-Dunlop      | s.t.     |
| 4    | Félicien Vandendriesschen | Individuale        | s.t.     |
| 5    | Désiré Marien             | Individuale        | s.t.     |
| 6    | Roger Dujardin            | Individuale        | a 30"    |
| 7    | Jules Lowie               | Mercier-Hutchinson | s.t.     |
| 8    | Albert Decin              | Individuale        | a 1'20"  |
| 9    | Jérôme Dufromont          | Individuale        | a 3'40"  |
| 10   | Adolf Verschueren         | Mercier-Hutchinson | s.t.     |